# Ramón Mayeregger
Ramón Mayeregger   (Asunción, 26 de febrer de 1934) és un exfutbolista paraguaià.

## Selecció del Paraguai
Va formar part de l'equip paraguaià a la Copa del Món de 1958. Fou jugador d'Emelec de l'Equador.